# Ferești (okręg Alba)
Ferești – wieś w Rumunii, w okręgu Alba, w gminie Bucium. W 2011 roku liczyła 31 mieszkańców.